# Lexus LF-1
Lexus LF-1 Limitless – koncepcyjny crossover marki Lexus, należącej do koncernu Toyota Motor Corporation. Samochód zadebiutował oficjalnie na Detroit Auto Show w 2018. Nadwozie samochodu, inspirowane kształtem rozgrzanego metalu i samurajskiego miecza, zostało zaprojektowane przez amerykańskie studio CALTY Design Research. Crossovera opracowano z myślą o możliwości zastosowania napędów różnego typu - ogniw paliwowych, układu hybrydowego, hybrydowego plug-in, silnika benzynowego lub elektrycznego.
Koncepcyjny crossover jest wyposażony w 22-calowe koła, system sterowania gestami i urządzeniami wyposażonymi w technologię haptycznego sprzężenia zwrotnego, tryb jazdy autonomicznej Chauffeur, a także system nawigacji 4D przewidujący potrzeby kierowcy i pasażerów wraz z postępem podróży. Wszystkie fotele we wnętrzu Lexusa LF-1 wyposażono w oddzielne ekrany multimedialne.
7 maja 2018 roku Lexus zarejestrował w amerykańskim urzędzie patentowym nazwę LQ. Może to oznaczać, że właśnie tak będzie nazywać się auto drogowe oparte na koncepcie LF-1. 